# Alta (Norge)
69°58′04″N 023°14′59″Ø / 69.96778°N 23.24972°Ø
 For alternative betydninger, se Alta. (Se også artikler, som begynder med Alta)
Alta kommune (samisk: Álttá suohkan, kvensk: Alattion komuuni) ligger for enden af Altafjord i den vestlige del af Finnmark fylke i Norge. Byen Alta er Finnmarks største by (bystatus siden 1999) med omkring 18.100 indbyggere (2007). Alta er både en by og en kommune, og blev i 1964 slået sammen med den lille kommune Talvik.
Kommunen grænser i nord til Hasvik, Hammerfest, Loppa og Kvalsund, i øst til Porsanger, i syd til Kautokeino og Karasjok, og i vest til Kvænangen og Loppa. Kommunen består af Alta, Kviby, Kvalfjord, Hakkstabben, Kongshus, Korsfjorden, Komagfjord, Talvik og Langfjordbotn.
Byen, som ligger inderst i Altafjorden og nederst i Altadalen, består oprindelig af de tre gårde Bossekop med samisk tilknytning, Altagård med sæde for amtmanden i Finnmark 1738-1814 og Elvebakken som har finsk eller kvensk tilknytning. I dag består Alta er et byområde med flere centre, Bossekop, Elvebakken, Bukta, Midtbakken og Centrum.
Et vigtigt erhverv i kommunen er stenbrud, hvor man bryder Altaskifer.
Alta er berømt for helleristningene som blev opdaget i 1973 og står på UNESCO's Verdensarvsliste. Alta fik i 2005 og plads på listen med Struves meridianbue ved at det næst nordligste målepunkt ligger i Alta. Byen er også kendt for stenalderfundene nær fjeldet Komsa, hvor fundene har fået navnet Komsakulturen. Disse fund er nogle af de ældste fund fra Norges historie.
Altaelven er kendt for at være en af Europas flotteste lakseelve.

## Historie
"Kommunen ble opprettet 1863 ved deling av daværende Alta-Talvik kommune i hhv. Alta og Talvik kommuner", skriver Store norske leksikon.
Alta og fjorden Kåfjord er også kendt for forsøget på at sænke det tyske slagskib Tirpitz, hvor skibet fik så store skader at det måtte forlade fjorden. Skibet sejlede til Tromsø hvor det mødte sit endeligt.
Cirka d. 10. november 1944: Nedbrændingen omkring Altafjorden begyndte, under Tvangsevakueringen og nedbrenningen av Finnmark og Nord-Troms.
I 1965 blev Alta udpeget som regionscenter trods splid mellem de to bygder.
Alta blev kendt for Alta-konflikten hvor Folkeaktionen mod udbygning af Alta-Kautokeinovassdraget aktionerede og flere tusind demonstranter lænkede sig fast i Stilla. Til trods for dette blev Altadæmningen bygget i Alta- Kautokeinovassdraget.
Geologi
"Den vestlige delen av Alta består av [...] fjell som er rester etter [...] fjellkjeden" Kaledoniderne, skriver medierne.
"[E]t 9000 kubikk stort leirskred løsnet" i 2020

## Fortidsminder
Omkring 1950 blev der gjort det første af en række bemærkelsesværdige fund i Alta-området. Det var den såkaldte "Pippisten", som dukkede op i Gjermundsby omkring fire kilometer fra Isnestoften, på vestsiden af Altafjorden. Stenen måler omkring 50 centimeter i længen og har én enkelt helleristning: En menneskefigur, der ligner Pippi Langstrømpe, deraf navnet.

I 1973 afdækkede man en række 7.000 år gamle helleristninger i Alta. En del af disse stenalderfund blev gjort nær fjeldet Komsa. Man taler derfor om Komsakulturen. Der er tale om nogle af de ældste fund fra Norges forhistorie. Blandt de mere end 6.000 motiver ridset ind i klipperne ses altalaks, helleflyndere, elge, rensdyr, bjørne, både og jægere. Der er tale om Nordeuropas største antal helleristninger og hellemalerier lavet af en jæger- og fiskerbefolkning i stenalderen. Helleristningerne er i dag opført på UNESCOs Verdensarvsliste.

## Borgmestre
Monica Nielsen blev borgmester i 2015. Blandt tidligere borgmestre er blandt andre Laila Davidsen.

## Personer fra Alta
- Eleonore Bjartveit, politiker, regeringsmedlem († 2002)
- Eva M. Nielsen (1950–), stortingspolitiker
- Kåre Simensen (1955-) stortingsmand
- Olav Gunnar Ballo (1956–), stortingsmand
- Steinar Karlstrøm (1965-), stortingsmand
- Joar Nango (1979–), kunstner, arkitekt[7][8]